# Chauvency-le-Château
Chauvency-le-Château is een gemeente in het Franse departement Meuse (regio Grand Est) aan de rivier de Chiers en telt 248 inwoners (2005). De plaats maakt deel uit van het arrondissement Verdun en ligt aan de Chiers.

## Geografie
| Aangrenzende gemeenten | Aangrenzende gemeenten | Aangrenzende gemeenten | Aangrenzende gemeenten | Aangrenzende gemeenten |
| ---------------------- | ---------------------- | ---------------------- | ---------------------- | ---------------------- |
| Chauvency-Saint-Hubert |                        | Thonne-le-Thil         |                        | Thonnelle              |
|                        |                        |                        |                        |                        |
| Brouennes              | Thonne-les-Près        |                        |                        |                        |
|                        |                        |                        |                        |                        |
|                        |                        | Quincy-Landzécourt     |                        | Vigneul-sous-Montmédy  |

De onderstaande kaart toont de ligging van Chauvency-le-Château met de belangrijkste infrastructuur en aangrenzende gemeenten.

## Demografie
Onderstaande figuur toont het verloop van het inwonertal (bron: INSEE-tellingen).